# Salt Lake City
Salt Lake City je hlavní a největší město amerického státu Utah. Žije v něm přibližně 200 tisíc obyvatel, jeho aglomerace ale má až 2 miliony obyvatel. Má přezdívku Křižovatka Západu.
Salt Lake City bylo založeno v roce 1847. Je sídlem ústředí Církve Ježíše Krista Svatých posledních dnů. V roce 2002 se zde konaly zimní olympijské hry, v roce 2034 se v Salt Lake City budou konat podruhé.

## Historie
Před příchodem Evropanů žily v oblasti dnešního Salt Lake City kočující indiánské kmeny Šošónů, Utů a Paiutů. První Evropané vstoupili na toto území v první polovině 19. století. Dne 24. července 1847 sem prorok Církve Ježíše Krista Svatých posledních dnů Brigham Young přivedl své souvěrce a založil zde město.
| „                                  | Toto je to pravé místo! | “ |
| — Brigham Young, 24. července 1849 |                         |   |

Young také založil duchovní centrum města – náměstí Temple Square a na něm stojící chrám Salt Lake Temple, stejně jako některá další střediska Církve Ježíše Krista ve městě.
Členové Církve usazení v Salt Lake City chtěli založit vlastní stát s názvem Deseret, který měl zahrnovat také území Nevady a části jižní Kalifornie. Ústřední americká vláda ve Washingtonu ale rozhodla o vzniku státu Utah, jehož se Salt Lake City mělo později stát hlavním městem.
V roce 1857 spory, vedoucí hlavně kolem polygamie, která byla tehdy mezi členy Církve běžnou praxí, přerostly v otevřený konflikt s Washingtonem. Young odmítl složit funkci guvernéra a prezident USA James Buchanan vyhlásil oblast za vzbouřenou, což vedlo až k utažské válce. Církev odmítla polygamii v roce 1890, což pomohlo k návratu správy do města, které se v roce 1896 stalo oficiálním hlavním městem Utahu.
Rozmachu města pomohlo vybudování první transkontinentální železnice vedoucí městem v roce 1869.
Ve druhé polovině 20. století město stagnuje, přichází o část svých obyvatel, i když velikost celé aglomerace se rozrůstá. Od 70. let 20. století jsou v čele města demokratičtí starostové.

## Geografie

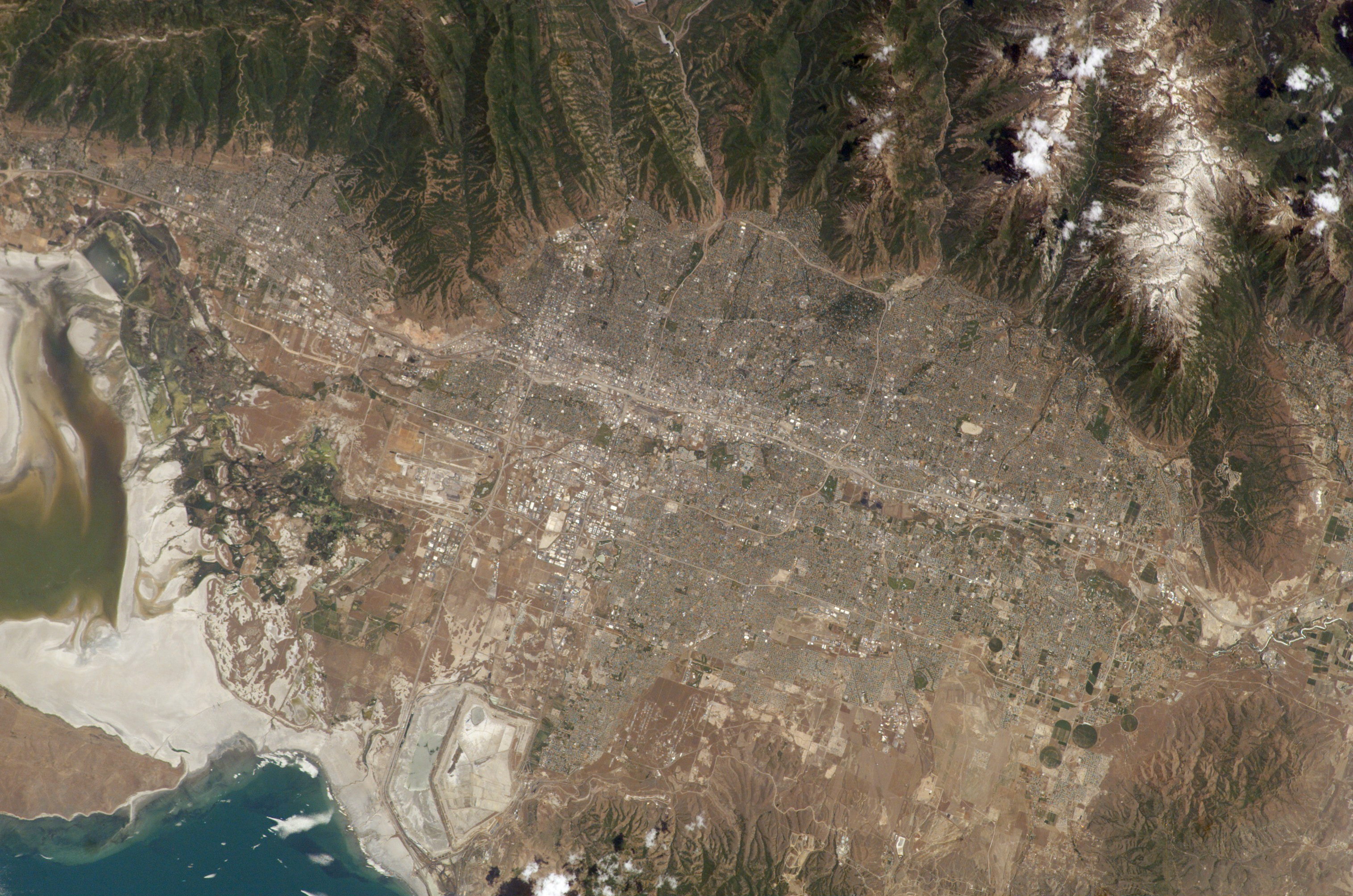
Pohled z ISS

Celková rozloha města je 285,9 km². Město leží na severovýchodním cípu údolí Velkého Solného jezera. Od samotného jezera ho dělí faunou i flórou bohaté mokřiny, z nichž se do města dvakrát až třikrát ročně dostává „jezerní smrad“, připomínající zápach zkažených vajec.
Městem protéká řeka Jordan, nad ním jsou hory Wasatch Range s nejvyšším blízkým vrcholem Twin Peaks. Přímo nad městem je vyvýšený Capitol Hill.
Město má pravidelný pravoúhlý půdorys ulic a tříd číslovaných od křižovatky, která je u Temple Square.

## Demografie
Podle sčítání lidu z roku 2010 zde žilo 186 440 obyvatel. Městská aglomerace má milion obyvatel, v širší aglomeraci, tzv. Wasatch Front zahrnující i město Ogden, sídlí na 2,15 milionu lidí. Převážná část obyvatel je anglo-amerického původu, roste ale podíl obyvatel hispánského původu a lidí z tichomořských ostrovů (Samoy a dalších).

### Rasové složení
- 75,1 % bílí Američané
- 2,7 % Afroameričané
- 1,2 % Indiáni
- 4,4 % asijští Američané
- 2,0 % pacifičtí ostrované
- 10,7 % jiná rasa
- 3,7 % dvě nebo více ras

Obyvatelé hispánského nebo latinskoamerického původu, bez ohledu na rasu, tvořili 22,3 % populace.

## Ekonomika
V minulosti bylo hospodářství města spojené hlavně s dolováním a těžbou ropy. V současnosti je hlavním zdrojem příjmů činnost státní administrativy, obchod, doprava a služby. Objem turistiky výrazně vzrostl po zimních olympijských hrách. Veletržní a kongresové služby vzkvétají po vybudování velkých veletržních prostor, např. Salt Lake Palace.
Hlavními dopravními spojeními jsou mezistátní dálnice Insterstate 15, transkontinentální železnice a letecká doprava do mezinárodního letiště Salt Lake City.

## Kultura a společnost
Město je sídlem mnoha muzeí a galerií. Utažský symfonický orchestr (anglicky: Utah Symphony Orchestra) pořádá své koncerty v koncertní síni Maurice Abravanela (anglicky: Abravanel Hall). Unikátním hudebním tělesem je velký pěvecký sbor The Tabernacle Choir at Temple Square.
Ve městě sídlí řada vysokých škol, především státní University of Utah a soukromá Brigham Young University.
Salt Lake City zůstává světovým centrem Církve Ježíše Krista Svatých posledních dní.
V roce 2002 hostilo Salt Lake City zimní olympijské hry. Ač byly provázené skandály (úplatkářskou aférou při kandidatuře na pořádání her, dopingovými případy a skandálem s neobjektivitou rozhodčích krasobruslení), přinesly městu velký finanční úspěch a další rozmach. Jejich uspořádání přispělo k vybudování dopravní infrastruktury, stavbě nových i rekonstrukci starých sportovišť i v budoucnu využívaných k pořádání významných soutěží. Uspořádání her posílilo turistický ruch.
Ve městě sídlí basketbalový tým Utah Jazz, hrající NBA, a fotbalový klub Real Salt Lake.
Hlavním svátkem je státní svátek Utahu Pioneer Day (česky Den osadníků) 24. července, který doprovází velká přehlídka. Druhou největší přehlídkou je místní Gay Pride.

## Pamětihodnosti místa

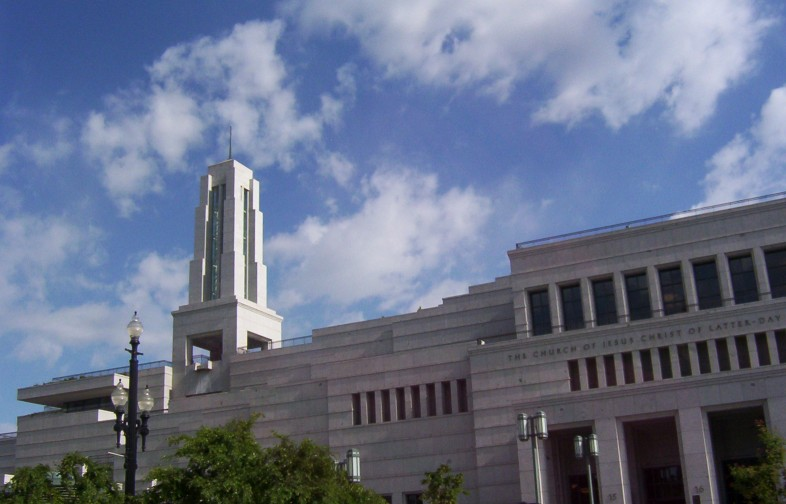
Konferenční centrum, údajně největší církevní objekt v Americe

- Na Temple Square se nacházejí budovy Církev Ježíše Krista Svatých posledních dnů:
  - Salt Lake Temple, vybudovaný v letech 1853–1893
  - Salt Lake Tabernacle, vybudovaný v letech 1864–1867
- Přes ulici se nachází obří komplex LDS Conference Center (česky Konferenční centrum Svatých posledních dnů) s rozsáhlými prostorami.
- Utah State Capitol – sídlo utažského kongresu (zákonodárného sboru) je na Capitol Hill.
- Zvláštním památníkem na první osidlovatele města je This Is The Place Heritage Park (česky: Park dědictví „Toto je to místo“), připomínající prvotní dějiny mormonského osídlení města.
- Centrem římskokatolické církve ve městě je katedrála sv. Magdalény.

Blízko města se nacházejí horská střediska Park City nebo Deer Valley, která hostila soutěže zimních olympijských her 2002 a jsou vyhledávána turisty se zájmem o zimní sporty.

## Slavní rodáci
- Maude Adams (1872–1952), americká herečka
- Loretta Youngová (1913–2000), americká herečka
- Neal Cassady (1926–1968), americký spisovatel a básník, jeden z hlavních představitelů beatnické generace
- Craig Venter (* 1946), americký biotechnolog, biochemik, genetik
- Gary Ridgway (* 1949), sériový vrah, známý jako Green River Killer
- Steve Konowalchuk (* 1972), bývalý americký hokejový útočník, v současnosti působící jako trenér
- Jaime Bergmanová (* 1975), americká herečka a modelka
- Matthew Davis (* 1978), americký herec
- Cael Sanderson (* 1979), bývalý americký zápasník–volnostylař, olympijský vítěz z LOH 2004
- Ted Ligety (* 1984), americký alpský lyžař, dvojnásobný zlatý olympijský medailista
- Nathan Chen (* 1999), americký krasobruslař, trojnásobný mistr světa (2018, 2019, 2021), olympijský vítěz ze ZOH 2022

## Partnerská města
- Černovice, Ukrajina
- Ťi-lung, Tchaj-wan
- Macumoto, Japonsko
- Oruro, Bolívie
- Quezon City, Filipíny
- Thurles, Irsko
- Turín, Itálie